# OK 99 Hradec Králové
OK 99 Hradec Králové je český klub orientačního běhu.

## Úspěšní reprezentanti
Dnes:
- Daniel Vandas
- Barbora Chaloupská
- Jan Petržela
- Denisa Králová (roz. Kosová)
- Monika Rollier
- Tereza Novotná

V minulosti:
- Pavel Kubát
- Petr Losman
- Radek Novotný
- Jana Valešová